# Kanton Mamoudzou-3
Der Kanton Mamoudzou-3 ist ein Kanton im französischen Übersee-Département Mayotte. Er umfasst die Ortschaften Mamoudzou und Kaweni in der Gemeinde Mamoudzou.

## Geschichte
Von 1994 bis 2015 bestand ein gleichnamiger Kanton, der die Ortschaften Passamainty, Tsoundzou 1, Tsoundzou 2 und Vahibé in der Gemeinde Mamoudzou umfasste, also das Gebiet des heutigen Kantons Mamoudzou-1. Vertreter im Generalrat von Mayotte war von 2008 bis 2015 Jacques Martial Henry.